# Francisco Lindor
Artikeln följer den spanska namnseden; faderns efternamn är Lindor och moderns efternamn Serrano.
Francisco Miguel Lindor Serrano, född den 14 november 1993 i Caguas, är en puertoricansk professionell basebollspelare som spelar för New York Mets i Major League Baseball (MLB). Lindor är shortstop.
Lindor har tidigare spelat för Cleveland Indians (2015–2020).
Lindor draftades av Indians 2011. Han har tagits ut till MLB:s all star-match fyra gånger och har bland annat vunnit en Platinum Glove Award, två Gold Glove Awards och två Silver Slugger Awards.
Lindor representerade Puerto Rico vid World Baseball Classic 2017, där han var med och spelade hem silvermedaljen.